# Settebagni
Settebagni (Septem Balnea in latino) è la zona urbanistica 4M del Municipio Roma III di Roma Capitale. Si estende sulla zona Z. III Marcigliana.
Il toponimo indica anche una frazione di Roma Capitale.

## Geografia fisica

### Territorio
La zona confina:
- a nord con la zona urbanistica 4O Tor San Giovanni
- a est con la zona urbanistica 4N Bufalotta
- a sud con le zone urbanistiche 4E Serpentara, 4D Fidene e 4L Aeroporto dell'Urbe
- a ovest con la zona urbanistica 20M Labaro

## Storia
Nata come zona agricola, oggi ampiamente urbanizzata, si sviluppa su una collina dove, nel 2002, sono stati effettuati rilevanti ritrovamenti archeologici (tombe ed altro) tuttora in corso di osservazione.

## Architetture religiose

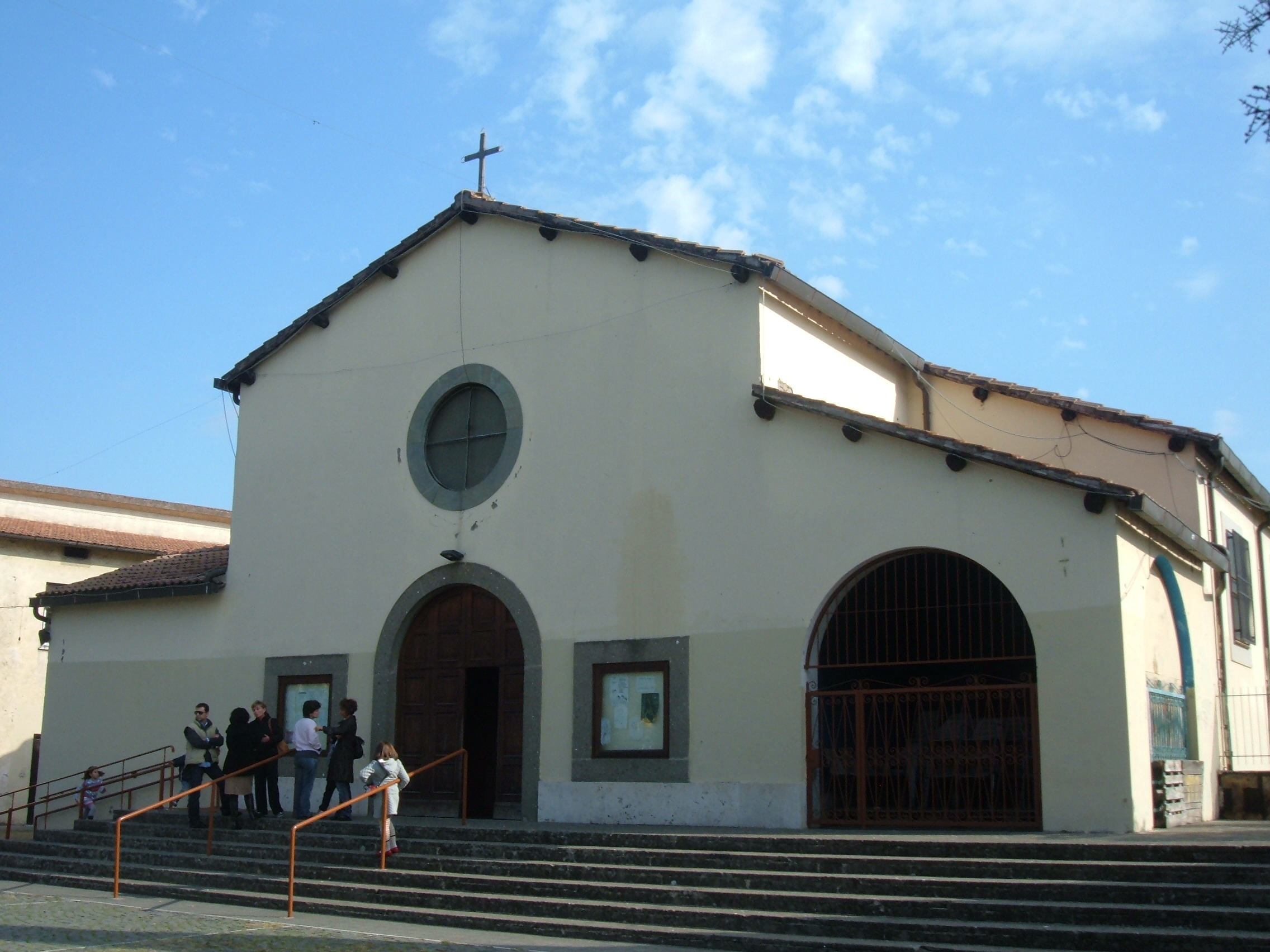
La chiesa di Sant'Antonio da Padova

- Chiesa di Sant'Antonio da Padova a Via Salaria, su via Salaria, angolo via Sant'Antonio di Padova. Chiesa del XX secolo (1938).

Parrocchia eretta il 19 marzo 1938 con il decreto del cardinale vicario Francesco Marchetti Selvaggiani "Universo gregi". Il territorio è stato desunto da quello della parrocchia di Sant'Alessandro.

## Sport

### Calcio
- A.S.D. Romana FC (colori sociali Bianco Nero) che, nel campionato 2023-24, dopo aver acquisito i diritti dal Lupa Frascati, milita nel campionato maschile di Serie D.
- A.S.D. Settebagni Calcio Salario (colori sociali Bianco Rosso) che, nel campionato 2023-24, milita nel campionato maschile di Promozione.[1]

## Infrastrutture e trasporti

### Ferrovie
|  | È raggiungibile dalla stazione di Settebagni. |

### Strade
Settebagni è raggiungibile tramite la  via Salaria e dall'omonimo svincolo della  Diramazione Roma Nord. Dal GRA si  può prendere l'uscita 8 direzione Rieti e si prosegue per 3 km circa.